# Cucullia pyrethri
Cucullia pyrethri là một loài bướm đêm trong họ Noctuidae.